# Duke of York (eiland)
Duke of York is een koraaleiland in Papoea-Nieuw-Guinea. Het heeft een oppervlakte van 51,8 km², maar steekt nauwelijks boven de zeespiegel uit. Het eiland is genoemd naar Eduard van York en behoort tot de Duke of York eilanden.

## Wilde fauna
De volgende zoogdieren komen er voor: Wild zwijn (Sus scrofa) (geïntroduceerd), Pacifische rat (Rattus exulans) (geïntroduceerd), suikereekhoorn, nog een knaagdier Melomys rufescens, de vleerhoonden Nyctimene major en Rousettus amplexicaudatusen nog een aantal soorten vleermuizen: Mosia nigrescens, Hipposideros calcaratus, Hipposideros cervinus, Rhinolophus euryotis en Pipistrellus angulatus.
Verder komen er 128 vogelsoorten voor waarvan zes soorten endemisch zijn voor de Bismarckarchipel, zoals de knobbeljufferduif (Ptilinopus insolitus) en de bismarckvleermuisparkiet (Loriculus tener).